# Five Power Defence Arrangements

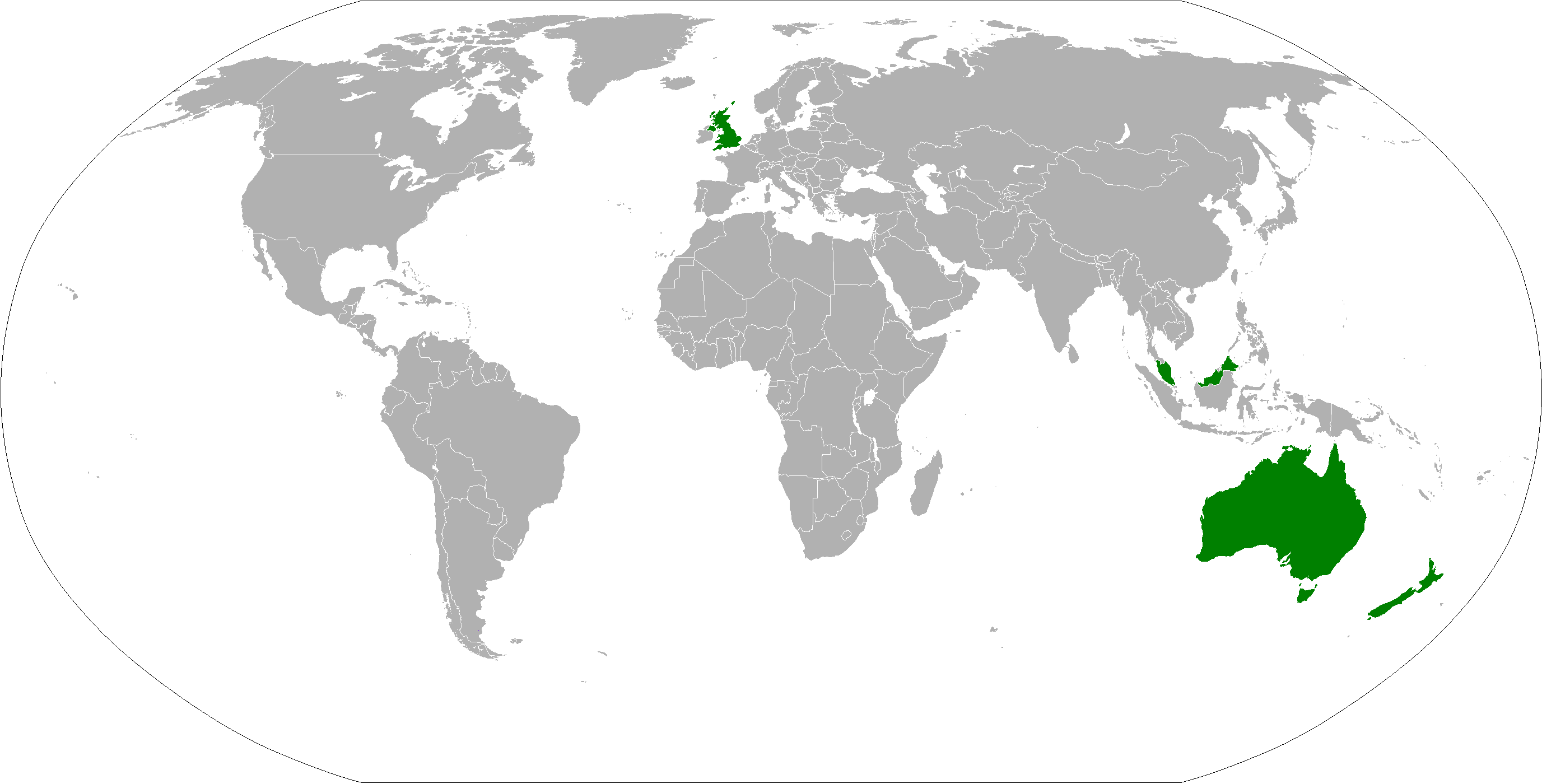
États ayant signé les FPDA

Les Five Power Defence Arrangements (FPDA) sont une série d'accords de défense mis en place entre le Royaume-Uni, l'Australie, la Nouvelle-Zélande, la Malaisie et Singapour et signés en 1971, selon lesquels les cinq États précédents se consultent en cas d'agression extérieure ou menace d'attaque contre la Malaisie ou Singapour. 
Les FPDA ont été mis en place à la suite de la résiliation par le Royaume-Uni de ses garanties de défense de la Malaisie et de Singapour à la suite de la décision de la Grande-Bretagne, en 1967, de retirer ses forces armées à l'est de Suez. Ces accords prévoient un système de coopération, et un système de défense antiaérienne intégré (Integrated Air Defence System ou IADS) pour la Malaisie et Singapour sur la base aérienne de Butterworth sous le commandement d'un général de brigade aérienne (Air Vice-Marshal australien). La base qui, jusqu'en 1988, était sous le contrôle de la Royal Australian Air Force, est maintenant propriété de la Royal Malaysian Air Force, mais accueille des détachements d'avions et de personnel de l'ensemble des cinq pays. 
En 1981, les cinq puissances ont organisé leur premier exercice militaire annuel sur terre et sur mer. Depuis 1997, la marine et l'aviation font des exercices combinés. En 2001, l'IADS est devenu un système de commandement regroupant toutes les armées. Il a maintenant du personnel des trois branches des forces armées (terre, air, mer) et coordonne les exercices annuels des cinq puissances tout en s'efforçant d'assurer une meilleure intégration des éléments des armées de terre.